# George Halas
Pour les articles homonymes, voir Halas et GSH.
Pro Football Hall of Fame 1963
(en) Statistiques sur pro-football-reference
George Halas, né le 2 février 1895  à Chicago (Illinois) et décédé le 31 octobre 1983, était un joueur américain de football américain qui fut également entraîneur, propriétaire et pionnier du professionnalisme. À sa mémoire, le maillot des Bears de Chicago arbore sur la manche gauche ses initiales : GSH.
Excellent joueur de baseball, il joue en Ligues majeures avec les Yankees de New York en 1919.

## Carrière

### Joueur
Il effectue sa carrière universitaire avec les Fighting Illini de l'Illinois avec lesquels il remporte le championnat du Big Ten en 1918.
Il effectue ses obligations militaires en 1919 dans l'US Navy et joue avec l'équipe de Naval Station Great Lakes. Il remporte le Rose Bowl Game 1919 dont il est désigné MVP après avoir inscrit 2 touchés.
Excellent également au baseball, il rejoint les Yankees de New York en 1919 avec lesquels il dispute 17 matchs avant qu'une blessure n'écourte son séjour chez les Yankees.
Contacté en 1920 par A. E. Staley, fondateur en 1919 des Staleys de Decatur (futurs Bears de Chicago), pour organiser l'équipe, il devient entraîneur-joueur et propriétaire de la franchise. Il fait adopter les couleurs des Illinois Fighting Illini (marine, orange et blanc) et tient un rôle important dans la genèse de la NFL.
Il joue à Chicago à divers postes de 1920 à 1928 et remporte le titre NFL en 1921.

### Entraineur
Déjà champion de la NFL comme entraîneur-joueur en 1921, Halas remporte les titres NFL, 1933, 1940, 1941, 1946 et 1963 en tant qu'entraîneur (head coach).
Il innove en matière de stratégie en mettant notamment au point l'attaque en T à la fin des années 1930.
Sur quarante saisons au poste d'entraineur des Bears de Chicago, Halas n'a connu que six saisons avec plus de défaites que de victoires.
Il resta propriétaire des Bears de Chicago jusqu'à son décès, en 1983. L'équipe passe alors à sa fille aînée Virginia.